# Javier Sagarzazu
Javier María Sagarzazu Unanue, conocido en el mundo del fútbol como Sagarzazu fue un futbolista español, que falleció prematuramente antes de cumplir los 29 años de edad.
Formado en la cantera de la Real Sociedad, pasó por las categorías inferiores de este club, hasta llegar al primer equipo en 1983. Fue uno de los integrantes de la generación de canteranos de la Real Sociedad que llegó justo después de la época dorada del club y que dio recambio a los más veteranos jugadores del equipo bicampeón de Liga de 1980-81 y 1981-82. 
Sagarzazu jugó a lo largo de su carrera en el puesto de defensa lateral. Cuando subió al primer equipo la banda derecha era propiedad de Genaro Celayeta y encontró un hueco en la banda izquierda; a la temporada siguiente (1984-85), comenzó a disputar el puesto en la banda derecha a este jugador hasta que el puesto cayó en su poder, especialmente en su última temporada como realista, la 1986-87, que disputó casi completa en el lateral derecho.
En sus cuatro temporadas como realista jugó 154 partidos, de ellos 117 en la Primera división española. El mayor éxito de la carrera de Sagarzazu fue el título de Copa del Rey que obtuvo la Real Sociedad en 1987. Sagarzazu fue uno de los integrantes del once titular de la Real Sociedad en dicha final de Copa, que supuso además su último partido oficial.
A pesar de haber sido el lateral titular durante la temporada 1986-87, el entrenador John Benjamin Toshack decidió no renovarle el contrato, ya que en su esquema táctico buscaba laterales con capacidad ofensiva, y el perfil de Sagarzazu era la de un lateral netamente defensivo. Por ello Sagarzazu fichó por el Deportivo de La Coruña que se encontraba jugando en aquella época en la Segunda división española. Sin embargo, Sagarzazu no llegó a debutar en partido oficial con el Deportivo.
Le llegó la muerte de forma inesperada durante la pretemporada con su nuevo club, mientras acudía a disputar en el autobús del equipo un amistoso en Carral frente al CD Ourense. Sagarzazu se sintió indispuesto repentinamente y falleció a causa de un derrame cerebral.
Como homenaje a Javier Sagarzazu; su hijo póstumo fue el encargado de marcar el 22 de junio de 1993 un último gol a puerta vacía y con el estadio a oscuras en la fiesta de despedida del Estadio de Atocha, el viejo campo de la Real Sociedad que se clausuró aquel día.
El ayuntamiento de Carral, localidad donde falleció, le ha dedicado una calle. Posteriormente con la llegada del partido popular a la alcaldía se le retiró su nombre a la calle, pasando a llamarse Rúa Paraiso.

## Clubes
| Club                   | País   | Año       |
| ---------------------- | ------ | --------- |
| San Sebastián          | España | 1981-1983 |
| Real Sociedad          | España | 1983-1987 |
| Deportivo de La Coruña | España | 1987      |

## Títulos

### Campeonatos nacionales
| Título       | Club          | País   | Año  |
| ------------ | ------------- | ------ | ---- |
| Copa del Rey | Real Sociedad | España | 1987 |